# Brainard (Nebraska)
Brainard es una villa ubicada en el condado de Butler en el estado estadounidense de Nebraska. En el Censo de 2010 tenía una población de 330 habitantes y una densidad poblacional de 383,78 personas por km².

## Geografía
Brainard se encuentra ubicada en las coordenadas 41°10′54″N 97°0′8″O / 41.18167, -97.00222. Según la Oficina del Censo de los Estados Unidos, Brainard tiene una superficie total de 0.86 km², de la cual 0.86 km² corresponden a tierra firme y (0.3%) 0 km² es agua.

## Demografía
Según el censo de 2010, había 330 personas residiendo en Brainard. La densidad de población era de 383,78 hab./km². De los 330 habitantes, Brainard estaba compuesto por el 99.7% blancos, el 0% eran afroamericanos, el 0% eran amerindios, el 0% eran asiáticos, el 0% eran isleños del Pacífico, el 0.3% eran de otras razas y el 0% pertenecían a dos o más razas. Del total de la población el 0.91% eran hispanos o latinos de cualquier raza.